# Porzellanfabrik Sorau

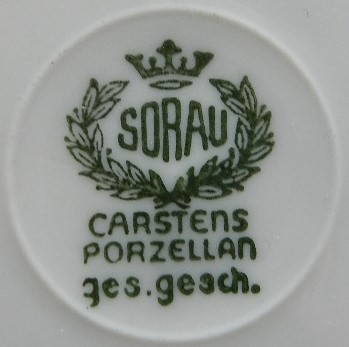
Porzellanmarke SORAU, CARSTENS PORZELLAN

Die Porzellanfabrik Sorau war von 1888 bis 1945 ein Betrieb für Porzellangeschirr in der preußischen Kreisstadt Sorau, heute Żary. Die Fabrik produzierte Tischservice mit dekorativer Bemalung, die nach dem Zweiten Weltkrieg in Teilbetrieben der DDR weiterproduziert wurden.

## Geschichte
Die Sorauer Porzellanfabrik wurde 1888 von Gustav Otremba auf dem Gelände einer ehemaligen Nagelfabrik, Am Schießhaut 6, unter dem Namen Gustav Otremba Porzellanfabrik Sorau N/L gegründet. Vier Jahre später übernahm Franz Böhme und 1901 dessen Sohn Fritz Böhme die Firma. Nach erfolgreicher Übernahme trat im Jahr 1900 das Sorauer Werk der Vereinigung Deutscher Porzellanfabriken zur Hebung der Porzellanindustrie GmbH bei. Im März 1918 erwarb der Kaufmann Gotthard Curtius das Werk. Es hatte im Ersten Weltkrieg infolge schlechter Auftragslage rote Zahlen geschrieben.
Der häufige Besitzerwechsel endete mit der Übernahme im Dezember 1918 durch den Besitzer einer Keramikmanufaktur in Elmshorn, Christian Carstens. Das Werk firmierte unter C. & E. Carstens, Porzellanfabrik Sorau N/L. Dessen Sohn Ernst übernahm im Oktober 1923, nach dem Tod seines Vaters, die nun aufstrebende Porzellanfabrik mit dem neuen Namenszusatz, Inhaber Ernst Carstens Erben. Der Export von Tischporzellan nach Amerika und Europa sicherte den Besitzern eine Expansion ihres Unternehmens. Das Unternehmen mit Hauptsitz in Elmshorn besaß nun u. a. 14 Porzellanfabriken und war nach Villeroy & Boch der zweitgrößte Keramikproduzent Deutschlands. Die Produktionsstätten befanden sich unter anderem in Sorau, Reichenbach, Blankenhain und Zeven. Die Designs stammten von bekannten Künstlerinnen und Künstlern wie Eva Stricker-Zeisel, Siegfried Möller oder Arthur Hennig.

Die Sorauer Porzellanfabrik beschäftigte vor 1925 300, dann 1925 360 und schließlich 1930 400 Personen und wurde dadurch ein wichtiger Arbeitgeber der Kleinstadt. Das Werk wurde modern ausgebaut und bildete eigene Porzellanarbeiter, -former und -maler aus. In der Zeit des Zweiten Weltkriegs mussten auch technische Porzellane hergestellt werden. Die dem Sorauer Design eigene Goldrandbemalung wurde während des Krieges untersagt. Während des Nationalsozialismus wurde das Werk 1943 in eine Kommanditgesellschaft umgewandelt.  

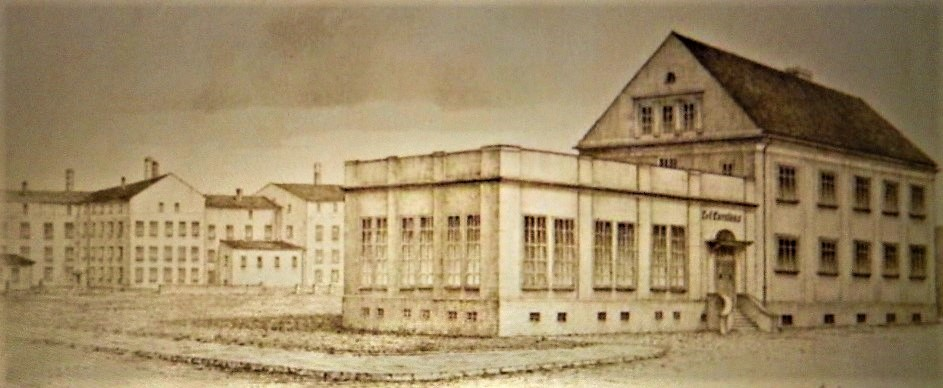
Porzellanfabrik C.& E. Carstens in Sorau um 1930

Ein am 11. April 1944 durch amerikanische Flugzeuge durchgeführtes schweres Bombardement der Stadt hatte das Porzellanwerk nicht getroffen. Erst durch den Angriff der Roten Armee wurde das Werk im Februar 1945 schwer beschädigt. Nach dem Krieg wurde das Werk im nun polnischen Żary nicht wieder aufgebaut, stattdessen entstand eine Baugewerbeschule (später Landwirtschaftsschule). Die in der DDR in Blankenhain und Reichenbach verbleibenden verstaatlichten Betriebsteile setzten die Tradition des Sorauer Designs vorerst fort. 

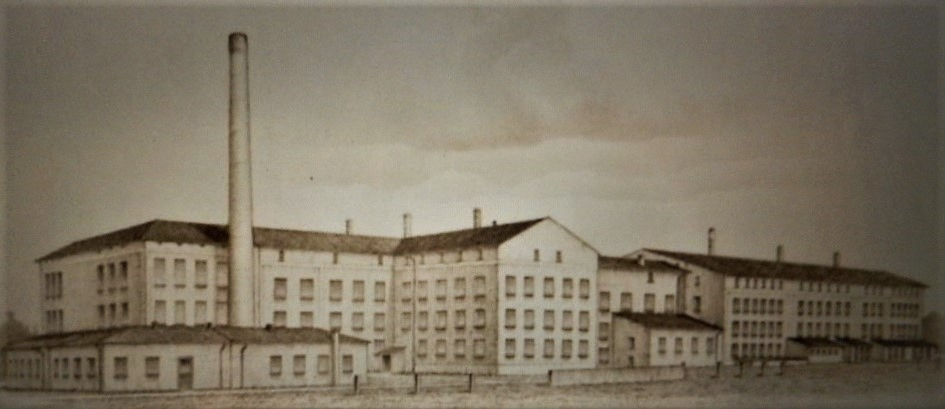
Porzellanfabrik Sorau, Rückseite um 1930

## Fabrikgelände in Sorau
Die mehrteiligen Werkbauten, die in den 1920er und 1930er Jahren von der C. & E. Carstens Gruppe in der Schmidtstraße (ul. Górnośląska) errichtet wurden, entsprachen mit ihren großen Fenstern der zeitgenössischen modernen Architektur. Heute beherbergen sie eine Großhandlung für Baumaterialien.

## Porzellanfertigung
In der 60-jährigen Betriebszeit wurden über 22.000 Porzellanartikel in verschiedenen Formen und Dekoren gefertigt. Namhafte Designer in Sorau waren Artur Henning, Eva Stricker-Ziesel und Siegfried Müller. Die werkeigene Bemalung der Tischservice wurde mit Goldrand und meist in kleinblumigen Dekoren hergestellt. Sorauer Porzellan befindet sich heute im Stadtarchiv und Brandenburgischen Textilmuseum in Forst sowie im Schlesisch-Lausitzer Grenzgebietmuseum in Żary.

## Dekore
| Dekor                         | Beispieldbild | Porzellanmarke, Malermarke | Service, Bemerkungen |
| ----------------------------- | ------------- | -------------------------- | --- |
| Margret                       |               |                            | ca. 1930 |
| MIMOSE                        |               |                            | Das Mimosenmotiv wurde in gelb, rosa und blau gemalt. Das Dekor blieb gleich, doch gab es verschiedene Stile des Service, Muster ca. 1930                                                                       |
| Gebrauchsgeschirr             |               |                            | ca. 1940 mit abwechselndem, groß und kleinem Fünfpunktmuster in blau, Dickporzellan für Großküchen. Die Bemalung ist dem Bunzlauer Geschirr ähnlich, es fehlt der braune Mittelpunkt im blauen Fünfpunktmuster. |
| Amsterdam – Rot               |               |                            | |
| ARIADNE                       |               |                            | |
| Astoria – Carstens Sorau      |               |                            | Art Deco |
| China Blau Sorau Portland 132 |               |                            | vor 1920 |
| INGRID – Nesseldekor          |               |                            | |
| Potsdam                       |               |                            | |
| SMARAGD                       |               |                            | ab 1926 |
| Sorau-Gold Carstens Porzellan |               |                            | |
| Kavalier                      |               |                            | |
| Carmen                        |               |                            | |

## Vertriebsmethoden
Die Manufaktur Carstens in Sorau initiierte einen sogenannten Sammelservice. Beim Einkauf von Sorauer Porzellan gab es in den Vertriebsfilialen abhängig vom Einkaufswert Sammelmarken. Bei Vorlage einer entsprechenden Anzahl von Marken erhielten Kunden einzelne Sammeltassen oder auch ganze Service. Diese Methode förderte den Verkauf, sie ist in anderen Branchen noch gebräuchlich.

### Ehemaliger Sorauer Frauenkreis

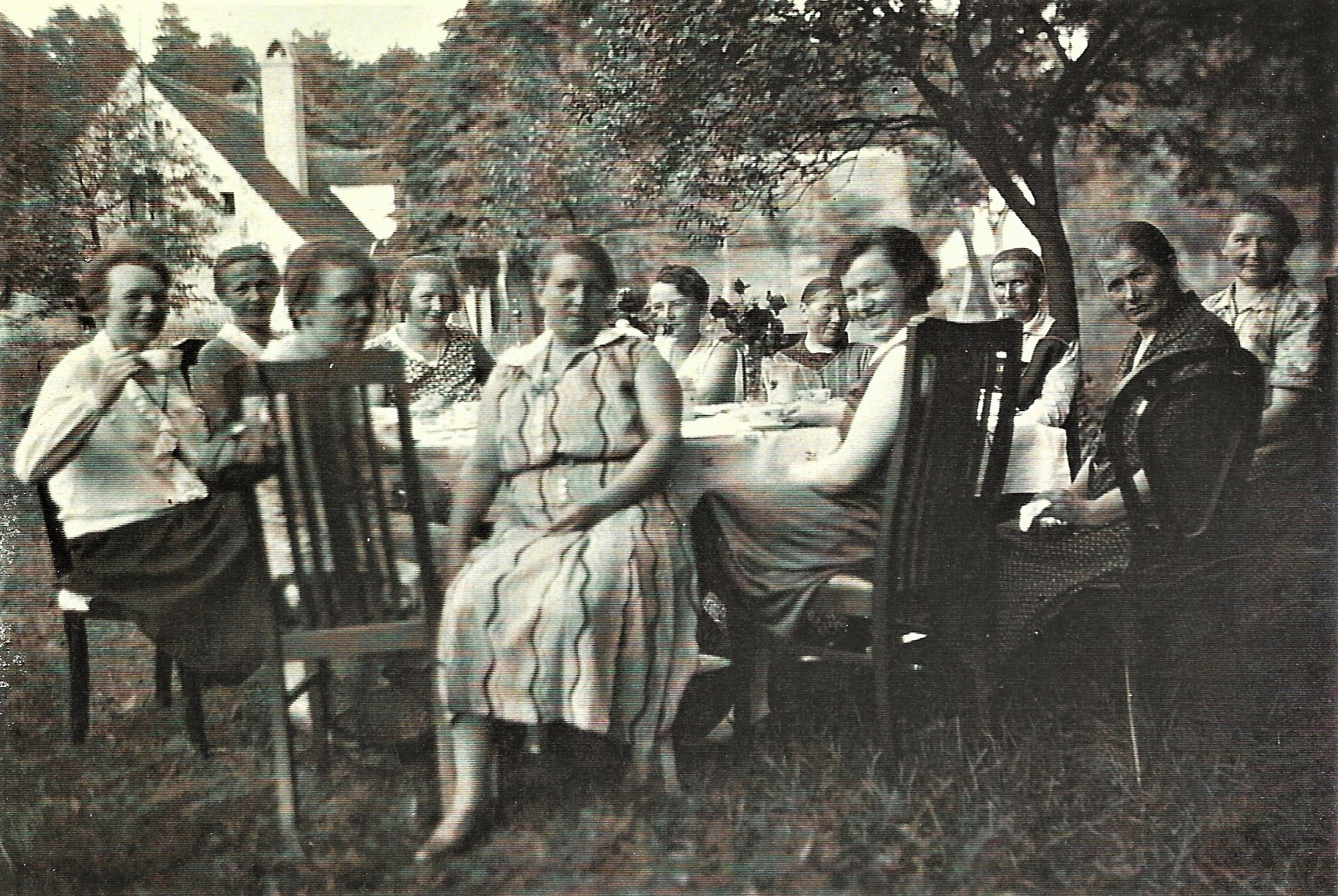
Anpreisen von Kaffeeservice im Sorauer Damenkreis am Heidehaus um 1930

Porzellanmalerinnen und Bürgerfrauen Soraus veranstalteten in großen Kaffeerunden Werbe- und Verkaufsveranstaltungen, ähnlich den Tupperpartys. Seit Mitte des 20. Jahrhunderts trafen sich Sorauer Frauenrunden, in denen die Kollektionen der Tisch- und Kaffeeservice angepriesen wurden. Die Runden wie im Heidehaus Sorau, hier initiiert von der Porzellanmalerin Marta Alt und ihrer Schwester, der Försterfrau Emma Gerner (geb. Alt), waren beliebt. Es wurden auch Wildspezialitäten und zubereiteter Zuchtfisch mit entsprechendem Sorauer Essgeschirr für Jagdgemeinschaften kredenzt.